# Convento di Santa Caterina da Siena (San Cristóbal de La Laguna)
Il Monastero di Santa Caterina da Siena è un monastero domenicano che si trova nella città di San Cristóbal de La Laguna, sull'isola di Tenerife (Isole Canarie, Spagna).

## Storia e descrizione
È stato fondato nel 1606 dal sovrano dell'isola di La Palma, Juan de Cabrejas e dalla moglie María de Salas. Il 23 aprile 1611 è stato aperto con l'ingresso di quattro suore provenienti da Siviglia. Negli anni successivi ospiterà fino a un centinaio di monache e conoscerà una notevole prosperità, anche se sarà oggetto di diverse confische.
Di pregio gli altari e le inferriate che separano la zona di clausura, risalenti al XVII secolo. Il coro ospita una grande pala d'altare con le immagini della Madonna del Rosario, San Domenico di Guzmán e Santa Caterina da Siena.
La celebrità del monastero è legata anche alla presenza del corpo incorrotto della monaca María de León Bello y Delgado, popolarmente chiamata La Siervita. Ogni 15 febbraio (anniversario della sua morte) il suo corpo viene esposto e riceve la visita di migliaia di pellegrini da tutte le Isole Canarie.

## Galleria d'immagini

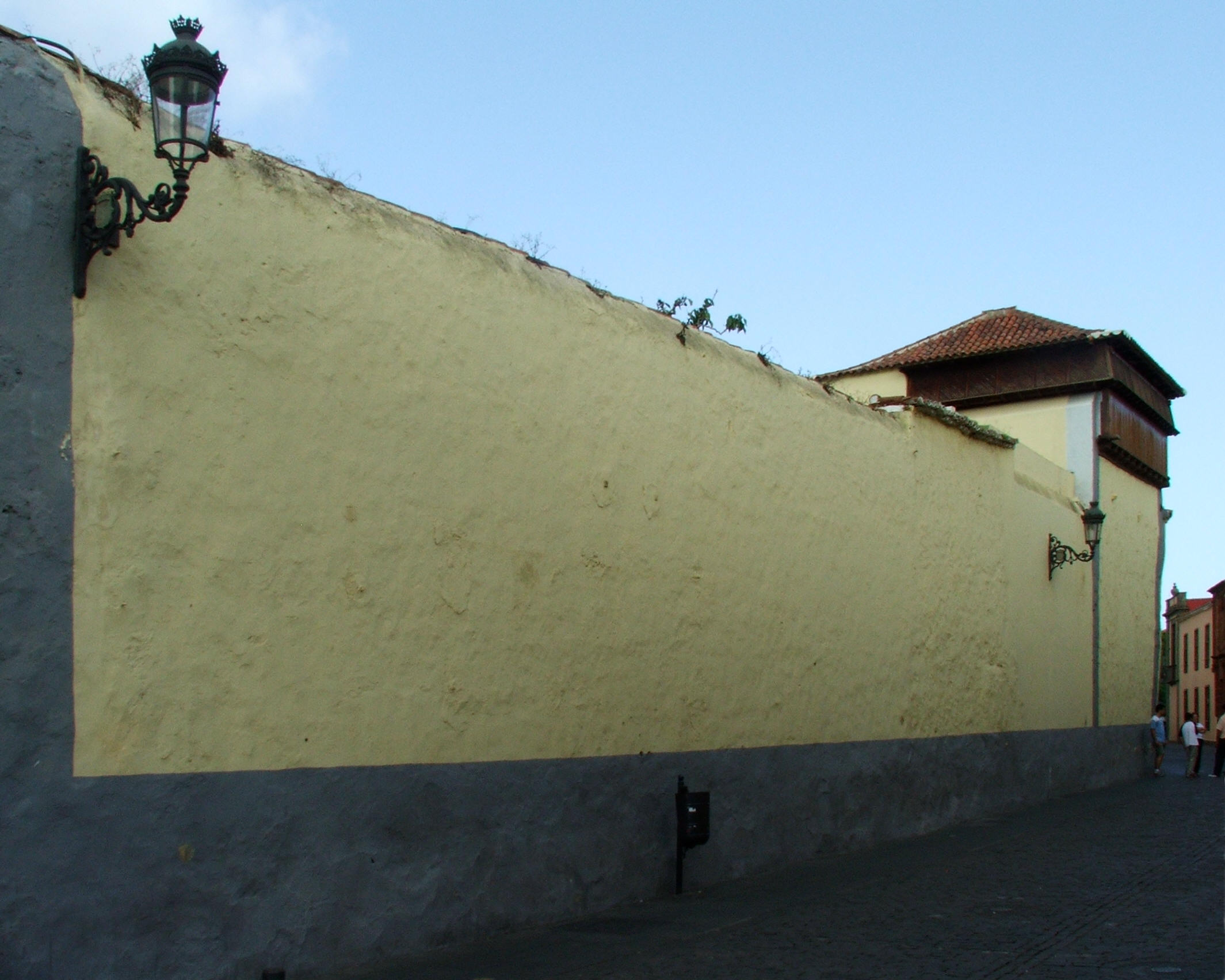
Pareti esterne del monastero
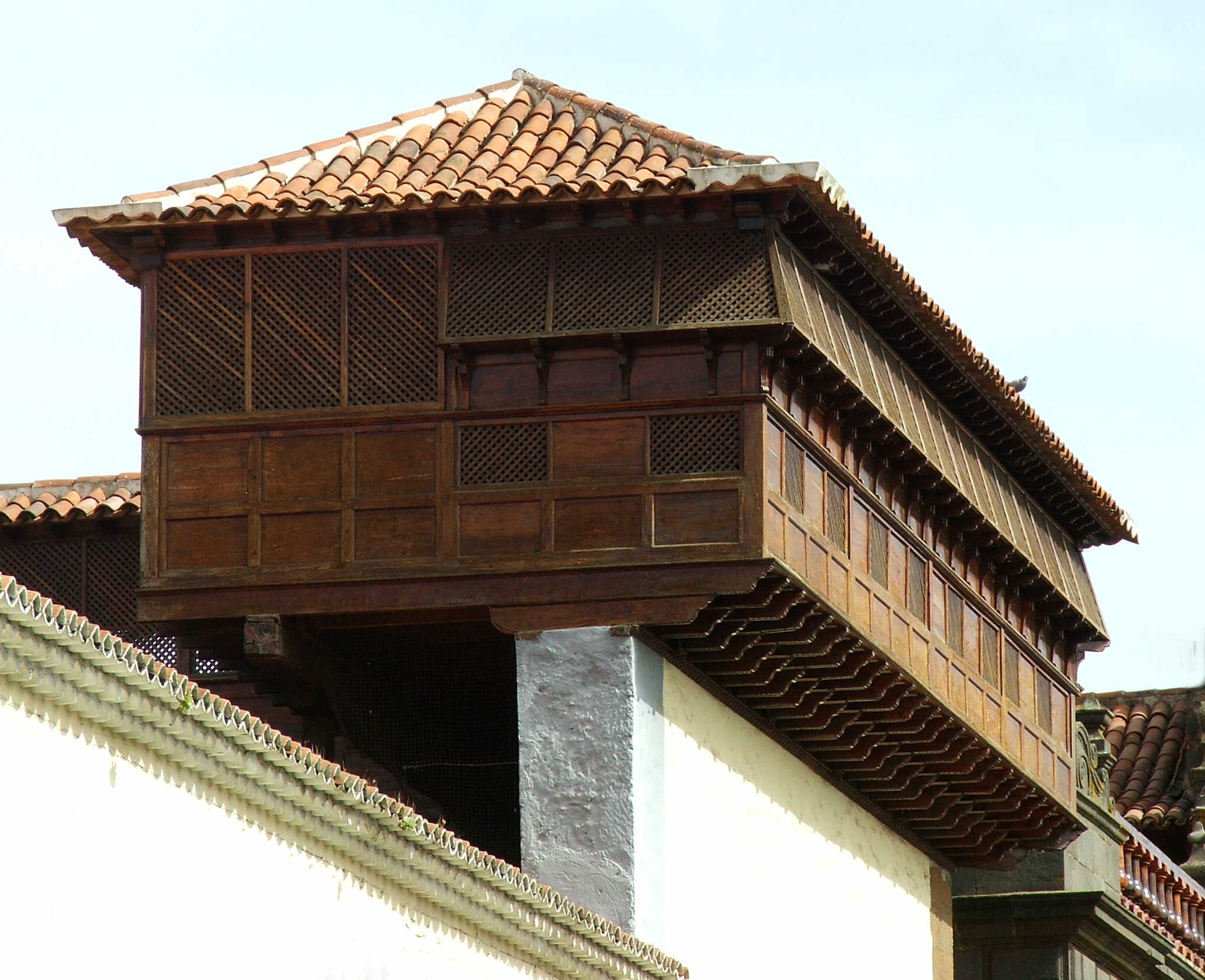
Bifora del monastero
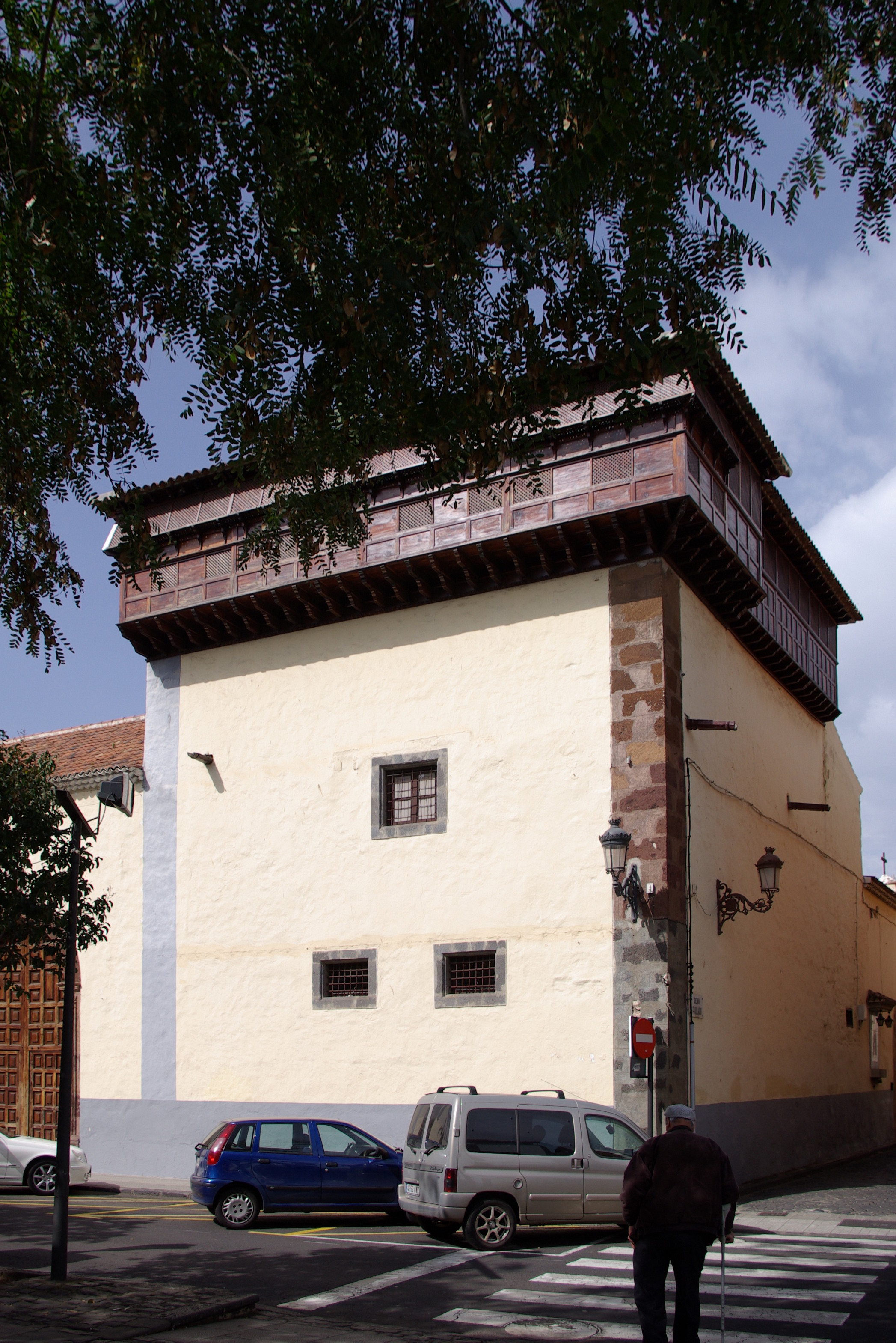
Bifora
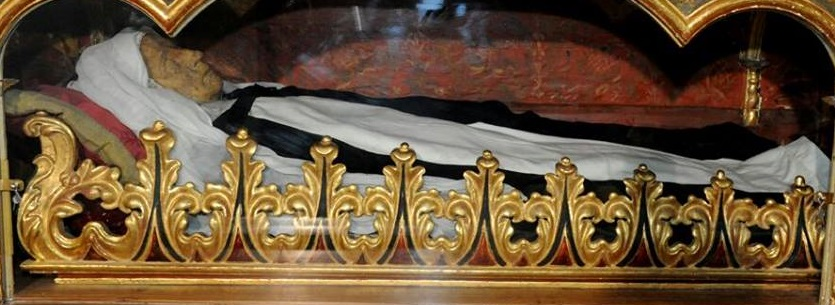
Il corpo incorrotto di María de León Bello y Delgado